# Orvasca dimorphissima
Orvasca dimorphissima är en fjärilsart som beskrevs av Holloway 1994. Orvasca dimorphissima ingår i släktet Orvasca och familjen tofsspinnare. Inga underarter finns listade i Catalogue of Life.